# توماس جی. والش
توماس جی. والش (به انگلیسی: Thomas J. Walsh) سناتور سابق عضو حزب دموکرات ایالات متحده آمریکا بود. وی در سال ۱۹۱۳ تا ۱۹۳۳ میلادی سناتور ایالت مونتانا در سنای ایالات متحده آمریکا بود.